# Mississippi u plamenu
Mississippi u plamenu (eng. Mississippi Burning) je film  Alana Parkera iz 1989. s  Geneom Hackmanom i  Willemom Dafoeom u glavnim ulogama. Govori o stvarnim ubojstvima troje aktivista za građanska prava u Mississippiju 1964. Film se fokusira na dva izmišljena agenta FBI-ja (Hackman i Dafoe) koji istražuju ubojstva. Likovi agenata su djelomično temeljeni na stvarnim agentima FBI-ja Johnu Proctoru (Hackmanov lik) i Josephu Sullivanu (Dafoeov lik).
U filmu se pojavljuju i Frances McDormand, Brad Dourif, R. Lee Ermey i Gallard Sartain, dok je scenarij napisao Chris Gerolmo. 
Film je bio dosta kritiziran, posebno od strane povjesničara Howarda Zinna, zbog izmišljanja povijesti. Dok su FBI-jevi agenti predstavljeni kao junaci koji se suprotstavljaju napadačima, u stvarnosti su FBI i Ministarstvo pravosuđa nevoljko čuvali aktiviste za građanska prava i prosvjednike, a navodno su svjedočili linčovanjima bez intervencije.
Filmu je prethodila televizijska dokumentarna drama iz 1975., nazvana Attack on Terror: The FBI vs. the Ku Klux Klan, koja je govorila o istim događajima. Nijedan od ova dva filma nije koristio prava imena ubojica, zbog pravnih razloga. U filmu se čak ne spominju imena žrtava. Naziva ih se "The Boys". U filmu je policajčeva žena doušnik. Identitet pravog doušnika - poznatog kao "Mr. X" - bio je strogo čuvana tajna 40 godina. U procesu ponovnog otvaranja slučaja, novinar Jerry Mitchell i učitelj Barry Bradford su otkrili njegovo pravo ime.
Iako je film zaradio Oscara i nekoliko nominacija, kritičari su naglasili kako su crnci prikazani kao žrtve koje se moraju osloniti na bijele junake iz FBI-ja kako bi kriminalce doveli pred lice pravde. Isticali su kako, iako je borba crnaca protiv nepravde bila iznad svega, nije bilo značajnije crne osobe koja bi predstavila hrabrost Afroamerikanaca u to vrijeme.

## Produkcija
- Dva statista su umalo poginula u Bovini, Mississippi, kad su odlutali sa seta i našli se na željezničkom mostu iznad rijeke Big Black River. Kad je naišao vlak, izvukli su se sklonivši se na malo postolje na rubu mosta.
- Scene u sudu i u i oko šerifova ureda snimljene su sudnici u Vaidenu, Mississippi. Trošna građevina iz ranog  19. stoljeća prijetila je da će se srušiti na ekipu i statiste. Sudnica je srušena nekoliko godina poslije.
- Kad se snimalo 1988., ljudi u Mississippiju su bili uzbuđeni kad su čuli da će Gene Hackman učiniti za Mississippi ono što je uradio za  Indianu u filmu iz 1987., Hoosiers.

## Glume
- Gene Hackman - Rupert Anderson
- Willem Dafoe - Alan Ward
- Frances McDormand - Gđa. Pell
- Brad Dourif - Clinton Pell
- R. Lee Ermey - Gradonačelnik Tilman
- Gailard Sartain - Šerif Ray Stuckey
- Stephen Tobolowsky - Clayton Townley
- Michael Rooker - Frank Bailey

## Nagrade
Film je dobitnik Oscara za najbolju fotografiju, dok je bio nominiran za najboljeg glavnog glumca (Hackman), najbolju sporednu glumicu (McDormand), najbolju režiju, montažu, film i zvuk.
Također je osvojio 3 nagrade BAFTA (najbolja fotografija, montaža, zvuk), dok je bio nominiran za najboljeg redatelja i glazbu. Nominiran je i za četiri Zlatna globusa: najbolji film, najboljeg redatelja, najboljeg glumca i najbolji scenarij.
Hackan je osvojio Srebrnog medvjeda za najboljeg glavnog glumca na Berlinskom filmskom festivalu.

## Kritike
Kritičari su uglavnom hvalili film. Roger Ebert je u svojoj recenziji dao 4 od 4 zvijezde: "Redatelj Parker je već prije obradio temu zastrašujućih grubijana u svojim filmovima, među kojima je najpoznatiji "Ponoćni ekspres", no ono što čini ovaj film tako posebnim je način na koji podcijenjuje zlo u svemu tome. Nema tu velikih zlikovaca i sadističkih mučitelja, samo banalnih malih rasista s bijesnim temperamentom..."Mississippi u plamenu" je najbolji američki film 1988. i najvjerojatniji kandidat za najbolji film kod Oscara ove godine. Izuzev svoje čiste vrijednosti razonode - ovo je najbolji američki kriminalistički film u zadnjih nekoliko godina -  ovo je važna izjava o vremenu i stanju države koji se ne smiju zaboraviti."
Ross Anthony je dao 3 od 4 zvijezde: "Dobro odglumljeno, intrigantno, s dobrim scenarijem i dobrom porukom."
Arsen Oremović je također pohvalno pisao o filmu: "Jaka kriminalistička drama "Mississippi u plamenu" zasniva se na stvarnom događaju iz 1964...Na kraju filma, pravda je zadovoljena više no što je to bio slučaj u stvarnosti, ali to nimalo ne umanjuje njegovu kvalitetu nego, dapače, uspješno zaokružuje cjelinu koja se jednakim intenzitetom gleda od prvog do posljednjeg kadra. Uz neosporne vrline autorskog dijela, na čelu sa redateljem Alanom Parkerom, film ipak najviše uspijeva 'povući' u trenucima nenametljivih glumačkih majstorija Genea Hackmana."

## Vanjske poveznice
- Mississippi u plamenu u internetskoj bazi filmova IMDb-a
- Mississippi u plamenu[neaktivna poveznica] na Rotten Tomatoes
- Informacije o stvarnom slučaju i kako je riješen  Arhivirana inačica izvorne stranice od 21. listopada 2018. (Wayback Machine)
- Biografija Sama Bowersa  Arhivirana inačica izvorne stranice od 25. studenoga 2010. (Wayback Machine)